# Amata pryeri
Amata pryeri är en fjärilsart som beskrevs av George Francis Hampson 1898. Amata pryeri ingår i släktet Amata och familjen björnspinnare. Inga underarter finns listade i Catalogue of Life.